# 我是王
《我是王》（韓語：나는 왕이로소이다）是2012年8月8日韩国上映的古装片，电影讲述了世宗大王李祹当上朝鲜国王的传奇故事。

## 剧情
1418年，太宗嫡长子李禔因为纵酒淫乱、不孝不肖等罪名被废黜世子，贬为让宁大君；太宗的二儿子是个佛教徒，因此世子由忠宁大君李祹继承。
李祹和奴隶德七交换身份，微服民间，体味人民的辛酸苦辣；德七则入驻王宫，和阴谋分裂朝鲜的领议政及旧世子部属勾心斗角，保护自己。

## 演员
| 演员   | 角色     | 备注 |
| 朱智勛 | 李祹     | 朝鮮太宗的三兒子，是為忠寧大君，好學不倦但除了書本以外對所有事情都漠不關心。因大哥讓寧大君被廢黜，二哥孝寧大君出家，故太宗立他為世子，一度拒絕成為世子而逃出宮，遇上了與他長相幾乎一樣的奴隸德七而交換身份，卻發現了宮外的百姓生活苦不堪言。 |
| 朱智勛 | 德七     | 兩班貴族家的奴隸，喜歡鄭秀妍，為了拯救被送進宮中準備進貢明國的秀妍誤打誤撞與世子李祹交換身份。後得以和秀妍結婚生了許多孩子。 |
| 白潤植 | 黄喜     | 太宗在位時遭流放出宮失去官位，在偏鄉地區拯救脫逃的奴隸，一眼便認出偽裝成奴隸德七的世子真實身份，李祹成為世宗後得以奉命回宮。 |
| 邊希峰 | 沈奕     | 领议政，得知世子與德七交換身份之後，誤導王派侍衛出宮追殺真正的世子。 |
| 朴英奎 | 太宗     | |
| 林元熙 | 海久     | 李祹的侍衛，實際上不會任何武術，因父親賄賂才得來的官位。 |
| 李荷妮 | 鄭秀妍   | 原本是兩班家貴族千金，飽讀詩書。父親被舉報為叛國賊而滅門，遭送進宮中當作要進貢給明國的侍女。 |
| 白道斌 | 讓寧大君 | 朝鮮太宗的嫡長子，因沉迷酒池肉林遭太宗廢黜世子身份。 |
| 金秀路 | 黄久     | 李祹的侍衛，第一個發現與李祹交換身份的德七是冒牌貨。 |
| 金所泫 | 素菲     | 李祹在逃亡途中遇上的一位平民女孩，和父親被賣給貴族官吏當奴隸，母親和妹妹卻被困在宮中等著進貢給明國，李祹成為世宗後終於得以一家人團聚。 |
| 林炯俊 | 蔣英實   | 優秀的發明家，發明大炮台及自來水筆、蓮蓬頭等設備，跟隨被流放的黄喜。 |
| 尹敬浩 |          | 德七的朋友。 |
| 李美度 | 世子嬪   | 李祹之妻。 |
| 金應洙 |          | 被抓的肉販屠夫。 |
| 於美華 |          | 素菲的媽媽。 |

## 制作
电影是朱智勋和金秀路的首部古装片。朱智勋一人分饰两个角，既出演李祹，又出演德七。
电影的大规模试映会创造了记录。
李美度出演世子嫔，后谈起沐浴戏时说：“当时为了表现朱智勋很久没洗澡，化妆组将橡皮屑粘在他背上进行拍摄，真的很脏，所以一点儿也燃烧不起激情。”

## 上映
电影是喜剧片，最初是在首尔和京畿地区上映。